# Gotlands historia
Gotlands historia har formats av öns läge mitt i egentliga Östersjön. Under vikingatiden blev ön mycket rik på handel. Gotland var ursprungligen oberoende, senare förbunden med Sverige, men övertogs av Danmark 1361 och kom under svensk överhöghet igen först vid freden i Brömsebro 1645.

## Förhistorisk tid
Inlandsisen försvann i den här delen av Östersjön för ca 10 000 år sen. Vid denna tid låg Gotland ännu under havets yta, och först senare steg de första delarna av ön upp över havsytan. Under stenåldern låg havsytan betydligt högre än idag och Gotland bestod av ett antal öar med öppna hedlandskap och skogar med tall och lövträd. Under stenåldern var Gotland befolkat av säljägare och fiskare. En boplats har varit grottan Stora Förvar på Stora Karlsö där 9200 år gamla lämningar har hittats, en annan Ajvideboplatsen på Ekstakusten innanför Karlsöarna. Stora Bjersmannen, vars skelett förvaras på Fornsalen i Visby, tros vara mellan 9 000 och 7 000 år gammal.
I början av 500-talet började guldmynt i större mängd komma till Gotland. Totalt har 270 guldmynt från forntiden hittats på ön.
Gotland har 42 000 kända fornlämningar, bland annat talrika lämningar från brons- och järnåldern liksom från folkvandringstid. Stora gravfält finns exempelvis vid Trullhalsar och Gålrum. Talrika bronsåldersrösen, på gutniska kallade roir (= rör) finns runt om på Gotland; det största är Uggarde rojr i Rone. Även skeppssättningar från bronsåldern är vanliga, till exempel Gnisvärds skeppssättningar.

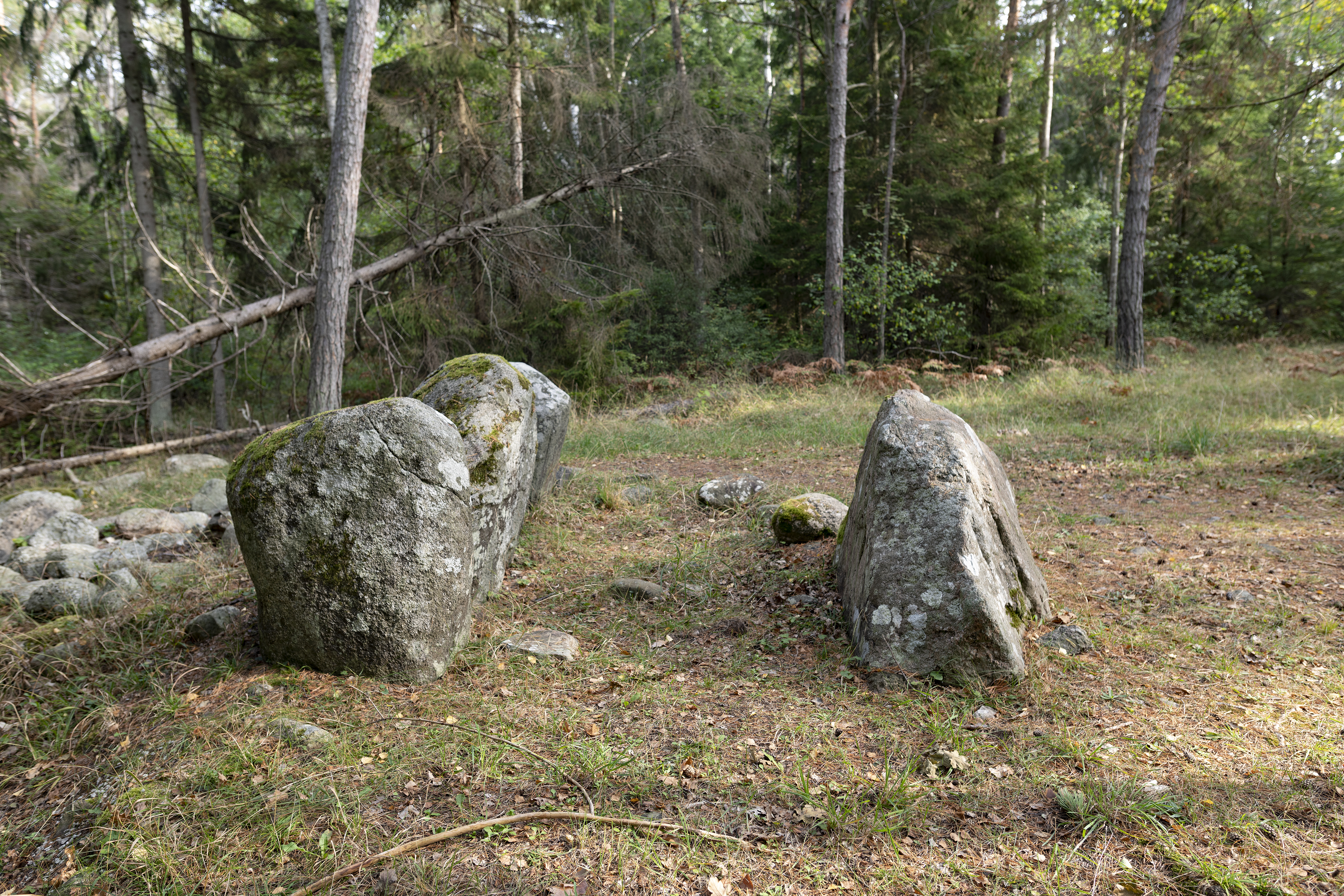
Ansarvedösen vid Gnisvärd.

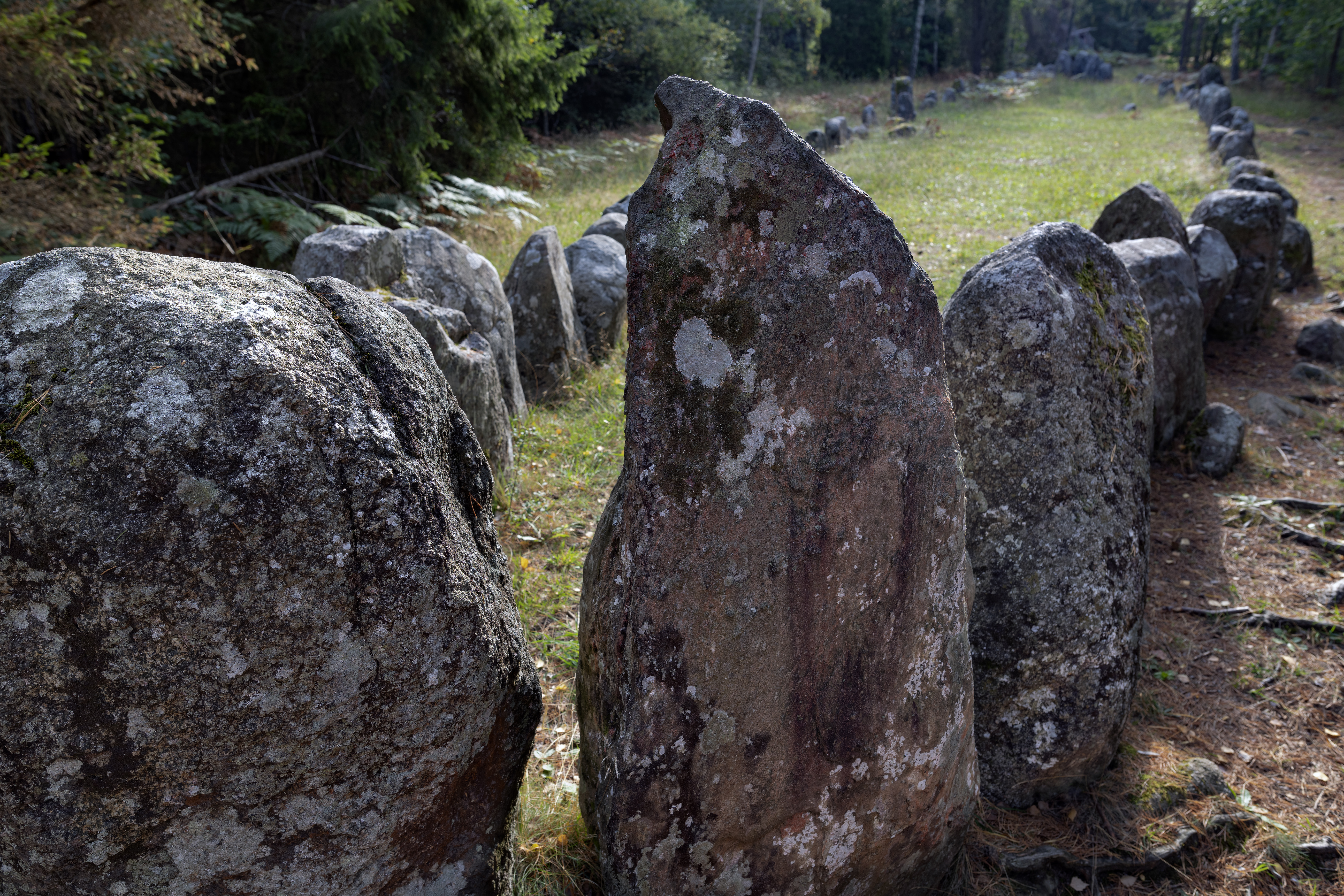
Skeppssättning vid Gnisvärd.

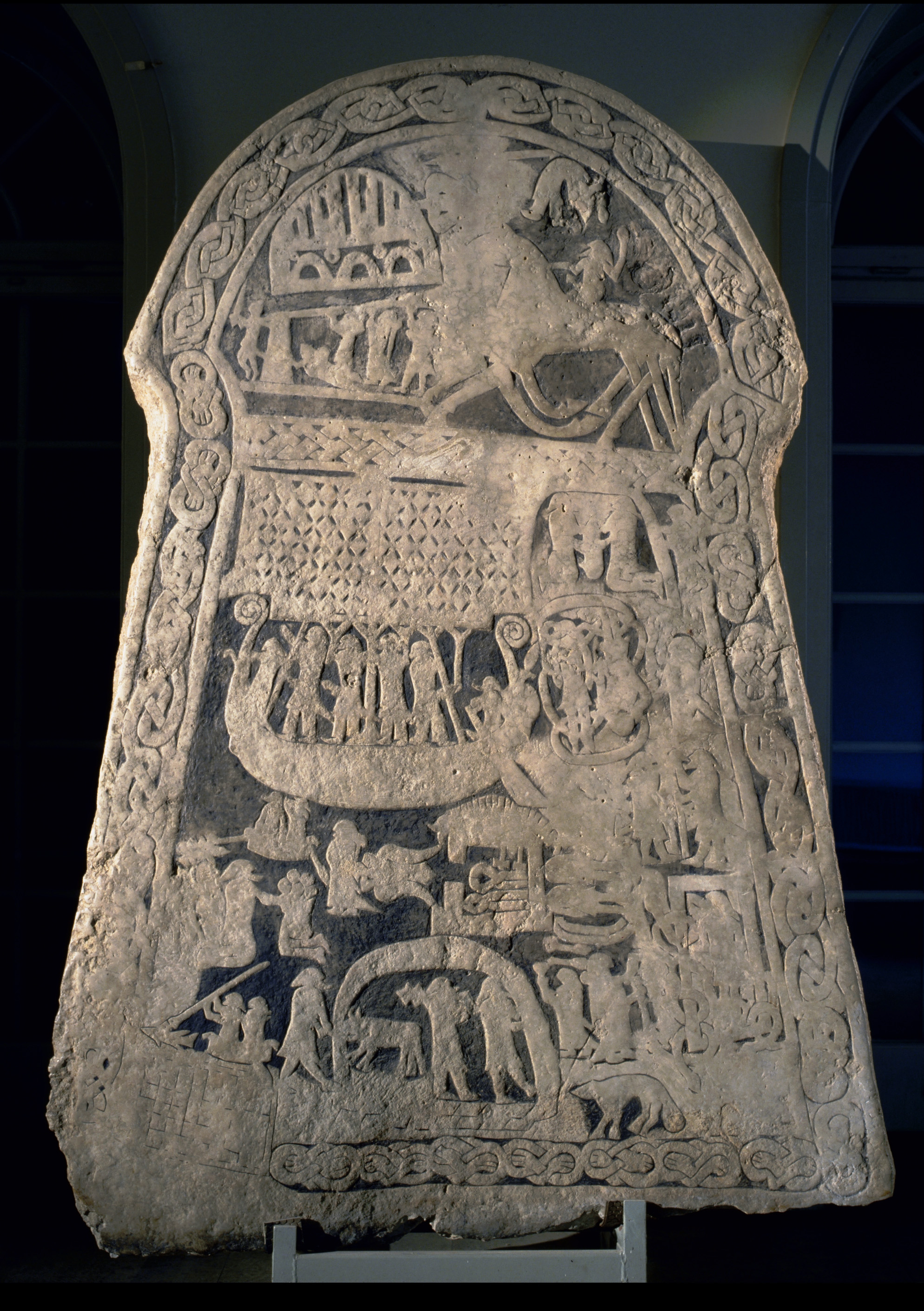
Bildsten med motiv ur berättelsen om Völund (Gotland cirka 700-800 e.Kr.).

Från 700-talet finns på Gotland ett stort antal unika bildstenar, som ofta visar seglande båtar med svärds- och sköldförsedda besättningar. På dessa framträder den dåtida världsbilden i en bildrikedom som fått forskningen att kalla dem "forntida seriemagasin". Ett exempel är Hunningestenarna. 
Gotlands runstenar är, liksom Östergötlands, Blekinges, Skånes, Hallands, Bohusläns och Västergötlands runstenar, äldre än Mälardalens runstenar. Kylverstenen från Stånga tros vara från 300-talet och avbildar det första fullständiga runalfabetet. Den äldsta runinskriften som har hittats i Sverige finns på en spjutspets från Mos i Stenkyrka.
Gutasagan, som nedtecknades cirka 1220, beskriver sägenbetonat att en man vid namn Tjelvar upptäckte Gotland och med hjälp av eld lyckades förhindra att ön sjönk ner i vattnet om natten. Tjelvars sonson Gute skall enligt sagan ha varit den som givit ön och dess befolkning sitt namn.

## Vikingatiden
Under vikingatiden blev Gotland ett av norra Europas rikaste områden. Gotlands merkantila betydelse framgår bland annat av stora fynd av utländska mynt. Av de stora "myntvågor", som under 800-, 900- och 1000-talen träffade Sverige, stannade en betydande del på Gotland. Totalt har cirka 170 000 silvermynt hittats på Gotland. I början av 500-talet började guldmynt i större mängd komma till Gotland. Totalt har 270 guldmynt från forntiden hittats på ön. Ön i sin helhet var ett handelscentrum, inte bara Visby då myntfynden är spridda över hela ön.  

### Äldre territoriell indelning
Den engelske sjöfararen Wulfstan som runt 880 gjorde en sjöresa till de nordiska länderna nämner att Gotland då hörde under svearna. Enligt Gutasagan ingick Gotland frivilligt förbund med Sveariket. Avair Strabain nämns som den gute som lyckades förhandla fram avtalet i vilket gutarna gavs fördelaktiga handelsförmåner och militärt skydd mot skattskyldighet.
Gutasagan omnämner också Gotlands äldre territoriella indelning i tredingarna (tredjedelarna) Nordertredingen, Medeltredingen och Sudertredingen. Varje treding var indelad i två settingar (sjättedelar). Dessutom fanns öns gemensamma ting Gutnaltinget som möttes i Roma.

### Handel och rikedom
Gutniska handelsbönder, så kallade farmän, bedrev omfattande och långväga handel mellan Väst- och Östeuropa. Gutniska bönder ägde handelsfaktoriet Gutagård i Novgorod samt ett faktori i London. Gutarna hade i praktiken monopol på handeln med gråverk (ekorrens vinterpäls) som var mycket eftertraktat av kungahusen i hela Europa samt flera andra varor från österled, bland annat bivax.
Kulturen på Gotland var en del av en större nordisk kultursfär, men med egna särdrag. De spännbucklor som vikingatida kvinnor använde för att hålla samman hängselkjolar var ovala i Mälardalen men djur- och fiskhuvudformade på Gotland.
Gutalagens stadganden visar att det var allmogen och inte specifika handelsmän som drev utländsk handel. Här och var på Gotlands landsbygd finns medeltida stenhus ännu bevarade som var hem åt sådana "handelsfurstar" och inte bostäder för en enbart jordbrukande befolkning. Om handelsböndernas ofantliga rikedom vittnar det stora antal silverskatter (över 700 har hittats) som fortfarande grävs fram ur den gotländska jorden - fler än i något annat område i världen. Spillingsskatten, hittad 1999, innehöll 14 000 mynt. Den vägde totalt 67 kilogram och är världens största vikingatida silverskatt.

### Kristnande och kyrkor
Bildstenar med motiv ur asamytologin och hedniska ortnamn stöder Gutasagans omnämnande att "gutar hainir waru" (gutarna var hedningar) före kristendomens införande. Gutasagan beskriver också att gutarna tog till sig kristendomen genom resor i andra länder samt att Gotlands första kyrka brändes ner av hedningar. Den byggdes upp igen och "ficc thaun kirchia standa obrend" (fick då kyrkan stå obränd) under beskydd av den mäktige mannen Likkair den vise.
Den gotländske krönikören Hans Strelow skrev i sin Guthilandiske Krönika 1633 att Gotland kristnades med våld av den norske kungen Olav den helige år 1029.
Både Gutasagan och Strelow är dock högst tveksamma som historiska källor, men det var uppenbarligen viktigt när Gutasagan skrevs ner 1220 att understryka att gotlänningarna kristnades frivilligt. Det finns heller inga arkeologiska bevis för ett våldsamt kristnande. 
Vad som dock inte är tveksamt är att från 1000-talets slut byggs en stor mängd kyrkor på hela Gotland. Hemse stavkyrka från ca år 1095 är den enda någorlunda kompletta tidigmedeltida stavkyrka som återfunnits i Sverige. Gotlänningarna spenderade delar av sin stora rikedom på att under kort tid uppföra en stor mängd stenkyrkor över hela ön. Hela 95 stenkyrkor (med prästgårdar och ofta kastaler) uppfördes från 1100-talet och 200 år framåt. 91 av kyrkorna är fortfarande i bruk.

## Medeltiden

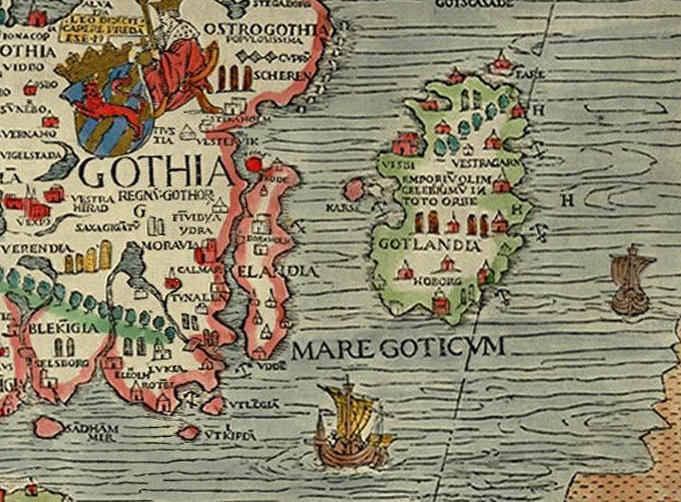
Gotland på Carta Marina 1539.

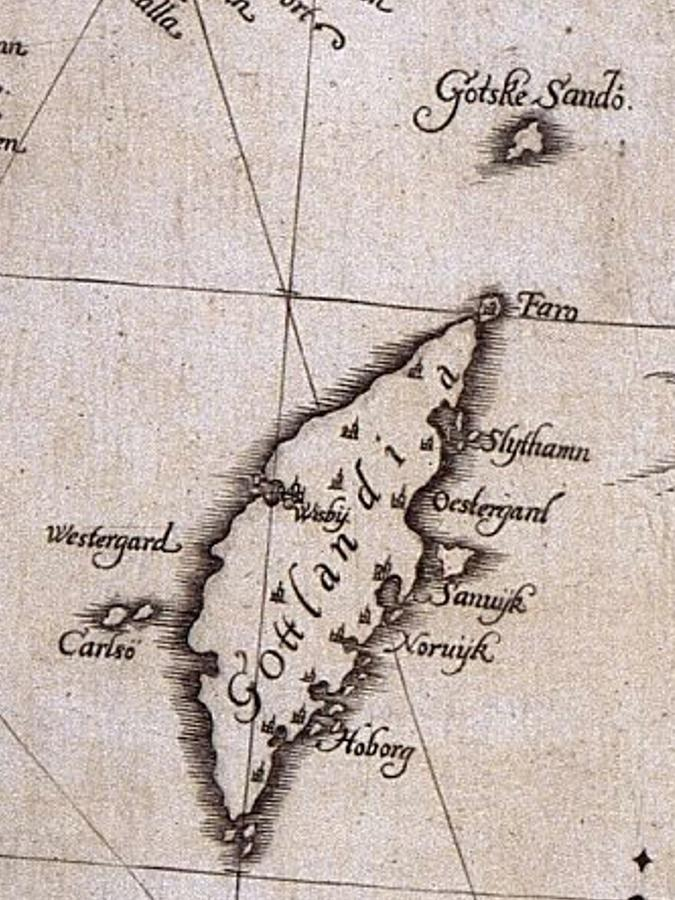
Gotland på en karta från 1626.

Gotland var under medeltiden indelat i 20 hundare, benämnda ting, som benämndes efter tingsstället och hade var sin tingsdomare. Dessa "ting" var förenade till så kalladel tridhiungaer (tredingar). Ett allmänt landsting, Gutnalthing, hölls dessutom vid Roma av landsdomaren, som jämte de tre prostarna och de övriga domarna utgjorde Gotlands egentliga styrelse. 
I kyrkligt avseende hörde ön till 1570 under Linköpings stift, men fick 1572 egen stiftschef (se Visby stift). På ön fanns ett dominikaner- och ett franciskankloster (bägge i Visby), samt ett munk- och ett nunnekloster (Sancta Maria de Guthnalia, sedermera kallat Roma, och Solberga) av cisterciensorden. Roma kloster förlades vid gutnaltingets tingsplats.

### Visby växer fram
Se även Visbys historia
Troligen började ett stadssamhälle spira i Visby redan innan kristendomen kom till ön. Kristna kyrkor fanns redan tidigt på 1000-talet, både i Visby och på landsbygden. Visby var från början rent gutniskt men blev med tiden samlingsorten för "många folkslag", som företalet till Visby stadslag säger. Talrikast var tyskarna, och Visby blev medlem av Hansan. Utvecklingen blev sådan att Visby under lång tid i handelspolitiskt avseende var i en ledande ställning för en stor del av norra Europa.

### Konflikt mellan stad och landsbygd
Visby blev med sina sammanslutningar och möjligen bättre handelsteknik med tiden en farlig konkurrent för det allmänna Gotlands storhandel. Splittringen föranleddes också möjligen av Visbys stora andel tyskar, vilkas lojalitet, helt naturligt, låg hos sina tyska fränder snarare än hos den gutniska befolkningen. Ett tydligt tecken på denna åtskillnad kan ses i det faktum att det gutniska tungomålet ända in på 1500-talet, i motsatt till övriga skandinaviska språk, men i likhet med isländska, var närmast opåverkat av tyska. Visby började se sig som fristående gentemot Gotland. Konflikter mellan stad och land ledde 1288 till ett öppet krig. Gotlands här blev slagen vid Högbro i Roma socken, men under anförande av Peter Harding från Vall (vars gravsten nu förvaras i Statens historiska museum) och fem andra gutniska hövdingar sammandrabbade Gotland åter med Visby borgare i en blodig och oavgjord strid nära Roma kloster. Ett försök till förlikning, vartill prästerskapet tog initiativ, blev fruktlöst.

### Gotland blir svenskt
Den svenska konungamakten började då blanda sig i. Magnus Ladulås, som 1276 medgivit gutar och tyskar handelsrättigheter i Sverige och 1285 genom sina ombud träffat närmare bestämmelser om skatternas utgörande, begagnade sig av stridigheterna för att utöka sin makt över såväl Visby som Gotland i stort och försökte inlemma ön i Sverige. Borgmästare och råd från staden och ombud för Gotland fick i Nyköping stå till svars för sina tilltag, särskilt de senaste krigsoroligheterna. En äldre förbrytelse drogs härvid fram, nämligen att Visby utan att först rådgöra med konungen hade omgivit staden med en ringmur. Resultatet blev en fullständig underkastelse från stadens sida. Den måste avstå från sina planer på politiskt oberoende.
Det allmänna Gotland vann emellertid inga nämnvärda fördelar: Visby skulle ej utkräva hämnd på landet, ej hindra deras sändebud till konungen, och tvister mellan landet och staden skulle hänskjutas till kungen. Varken Visbys eller Gotlands välmåga var emellertid härmed bruten. Handeln fortsatte florera i över ett århundrade till, och Visby var under 1300-talet fortfarande Nordens rikaste stad, om ock dess dominerande ställning var förbi och de forna vittomfattande handelsförbindelserna började avtaga. Vad det allmänna Gotland beträffar, vittnar fortgående verksamhet inom kyrkobyggandet, att välstånd och handel ännu fanns kvar, om dock avtagande i högre grad än i staden.
Att kraften hos gutarna ej var bruten, visar sig också bland annat därav, att norra tredingens allmoge under en hövding från gården Angelbos i slaget vid Röcklinge backe i Lärbro socken 1313 nära Slite slog kung Birger Magnusson, som med härsmakt sökt tvinga gutarna att gå in på en skatteförhöjning. I intressekampen med staden beträffande bådas livsnerv, handeln, drog emellertid Gotland städse det kortare strået, och slutligen 1399 sökte Visby utverka formligt förbud för all handel ute på landet. Även efter underkastelsen under Magnus Ladulås fortfor Gotland att ha sin egen lag, och Gotland hade ej representanter vid svenska konungaval eller riksmöten. Magnus Erikssons allmänna landslag, som trädde i kraft på 1350-talet, verkar inte ha hunnit tas i bruk innan Valdemar Atterdags invasion 1361.

### Danskar och tyskar invaderar
Danske kungen Valdemar Atterdag landsteg 1361 på Gotland en bit söder om Visby och slog, under framtågandet mot Visby, gutarna vid två eller tre sammanstötningar, bland annat slaget vid Mästerby 25-26 juli. Den 27 juli utkämpades en oerhört blodig strid strax utanför Visby murar på det område som senare kom att kallas Korsbetningen. Staden öppnade först två dagar därefter sina portar.  En inskrift i Fide kyrka kan tyda på att kyrkan hade annekterats av danska trupper. Det finns inga sägner eller något källmaterial som kan berätta om andra gotländska kyrkor blev skadade eller plundrade av kung Valdemars trupper.  Det har sagts att Gotlands och stadens välmåga för alltid bröts genom Valdemars rövartåg,  men detta är långtifrån överensstämmande med verkligheten. Handeln var fortfarande vidsträckt, kyrkorna ägde fortfarande uppsättningar av dyrbara inventarier och Visby kunde bevilja lån. Orsakerna till Gotlands och Visbys nedgång under medeltidens senaste skede låg djupare: de var förändrade politiska förhållanden i Europa samt framför allt på förändrad läggning av handelsvägarna.

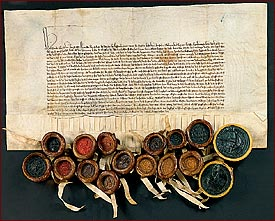
Avtal mellan Tyska orden och Gotland 1399.

I slutet av medeltiden blev ön till slut tillhåll för sjörövare i vidsträckt skala. Vitaliebröderna, vilka stödde Albrekt av Mecklenburg i striderna med Drottning Margareta och 1394 intog Visby, var först ut. För en tid inträdde en bättre sakernas ordning, då Tyska ordens högmästare, Konrad von Jungingen, 1398 sände en ansenlig styrka till ön, som fördrev vitaliebröderna och ockuperade ön. Drottning Margareta sökte, ehuru förgäves, med vapenmakt rycka ön ur ordens våld och nödgades 1408 lösa till sig Gotland mot 9 000 rosenobler ("Gotlands lösen"), en summa till vilken varje hushåll i de svenska landskapen lämnat bidrag.
Gotland lades ändå under danska kronan. Erik av Pommern anlade 1411 i sydvästra hörnet av Visby en väldig fästning, Visborgs slott, som behärskade hamn och stad och i långa tider var en skräck för stad, land och sjöfarten på Östersjön. Erik, som bosatte sig på Visborg 1437 efter att ha avsatts som kung i de tre unionsländerna, idkade där sjöröveri i 12 år. En av Karl Knutsson (Bonde) utsänd expedition (1448-49), som visserligen stormade Visby, men ej kunde intaga borgen, blev utan resultat.

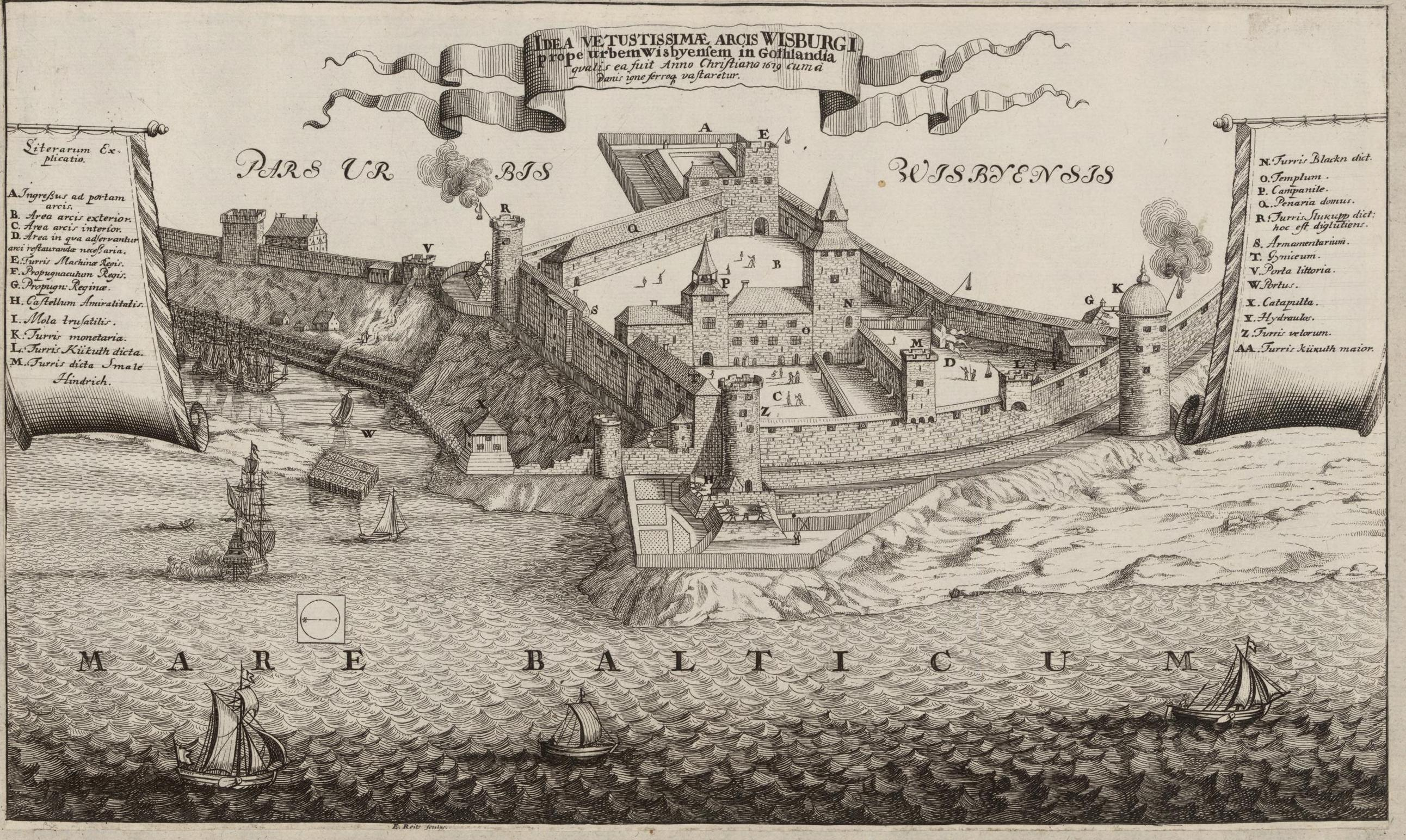
Bild från 1679 i Suecia antiqua et hodierna

Åren 1449-87 residerade bröderna Olof och Ivar Axelsson (Tott) som danska länsherrar, sysselsatta även de med ett vinstgivande mot svenska och lybska handelsflottorna riktat sjöröveri. 1517 blev amiral Sören Norby slottets hövitsman. Sören Norby insåg snart att det gick bra att kapa handelsfartyg i Östersjön, och kunde ta över fartygens last. Sedan började han plundra inne i Sverige också. Förgäves utrustade Gustav Vasa 1524 en kostsam expedition ("väl 8,000 man") för att rycka Gotland ur Sören Norbys händer. Ön erövrades så när som på Visby. I Malmö recess samma år bestämdes att tvistefrågan om Gotland skulle underkastas skiljedom, men någon sådan kom ej till stånd. Ön blev kvar i dansk ägo.

## Efter 1645

### Gotland blir en del av Sverige
Genom Freden i Brömsebro (1645) blev Gotland svenskt. År 1676 återtogs Gotland av Danmark, men Gotland blev åter svenskt vid freden 1679. Innan de danska militärerna lämnade ön sprängdes den i anslutning till ringmuren liggande borgen Wisborgs slott.

### Tynande tillvaro
Gotland förde en tynande tillvaro efter försvenskningen. Visbys roll som internationell storhamn var överspelad sedan länge och övriga delar av ön präglades av isolering och en djup fattigdom. Erosion och vandrande sanddyner var ett ständigt problem fram till början av 1900-talet då stora planteringsinsatser genomfördes. Ön har dock blivit ett vittne till många dramatiska händelser igenom historien. År 1808 ockuperade Ryssland ön under det pågående Finska kriget men ön återtogs av en svensk flottexpedition. Under Krimkriget 1853 drabbades flera engelska fartyg av kolera, och många brittiska sjömän fick sin sista vila på engelska kolerakyrkogården på Fårö. Under de bägge världskrigen var Gotland en av försvarsmakten avspärrad och stängd ö där minor ibland flöt iland längs kusterna. Samtidigt kom många flyktingar från de baltiska staterna iland på Gotland, särskilt under andra världskriget. Stora delar av Gotland, särskilt Fårö och norra Gotland, förblev dock stängda för utländsk allmänhet till långt efter krigsslutet och de sista avspärrningarna upphörde först 2002. Försvarets upprustning av ön under mitten av 1900-talet banade vägen för framväxten av samhällen som Fårösund, som för övrigt hade en blomstringstid när den blev frihamn under Krimkriget.

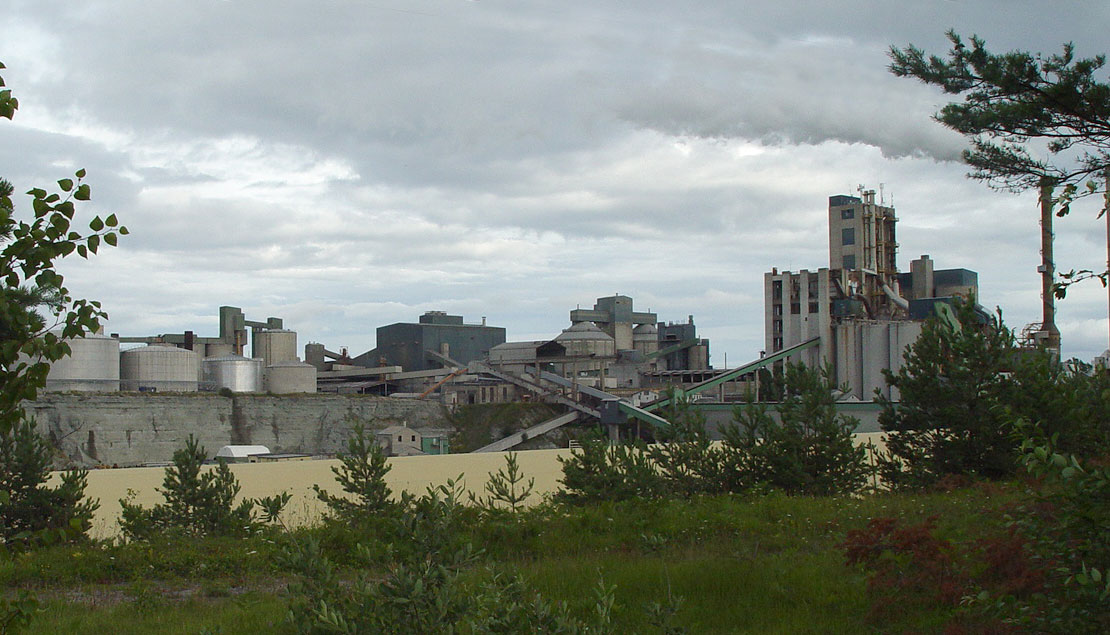
Cementa-fabriken dominerar Slite med cyklontornets 110 meter.

### Industrialisering
Under det sena 1800-talet påbörjades en viss industrialisering i Visby som blev den naturliga utskeppningshamnen på ön. Alla järnvägslinjer som byggdes utgick från Roma. Emigrationen var betydande från ön, och först i början och under mitten av 1900-talet industrialiserades även resten av ön när ett kalkbrott startade i Slite och Roma sockerbruk som byggdes i Roma 1894.
I slutet av 1900-talet och början av 2000-talet när många av de traditionella verksamheterna upphörde på ön började staten att utlokalisera vissa av sina verksamheter vilket nu är genomfört (2010). Verksamheter som utlokaliserats är Svenska Spel, Riksantikvarieämbetet (dock ej ledning och arkiv), samt en mindre del av Sida och Försäkringskassan. Visby som turiststad har under tiden stärkts genom att staden av FN utsågs till Världsarv 1995 och att man 2003 satte in nya snabbgående fartyg på färjelinjerna Oskarshamn-Visby och Nynäshamn-Visby.

### Landskapsregemente
Gotlands infanteriregemente (och sedermera Gotlands regemente) har sina rötter i Gotlands nationalbeväring som inrättades 1811 efter den ryska ockupationen. Detta blev starten för införandet av allmän värnplikt i Sverige. Nationalbeväringen omorganiserades 1887 till Gotlands infanteriregemente. Regementet var från början till dess nedläggning 2005 förlagt i kaserner på Visborgsslätt.

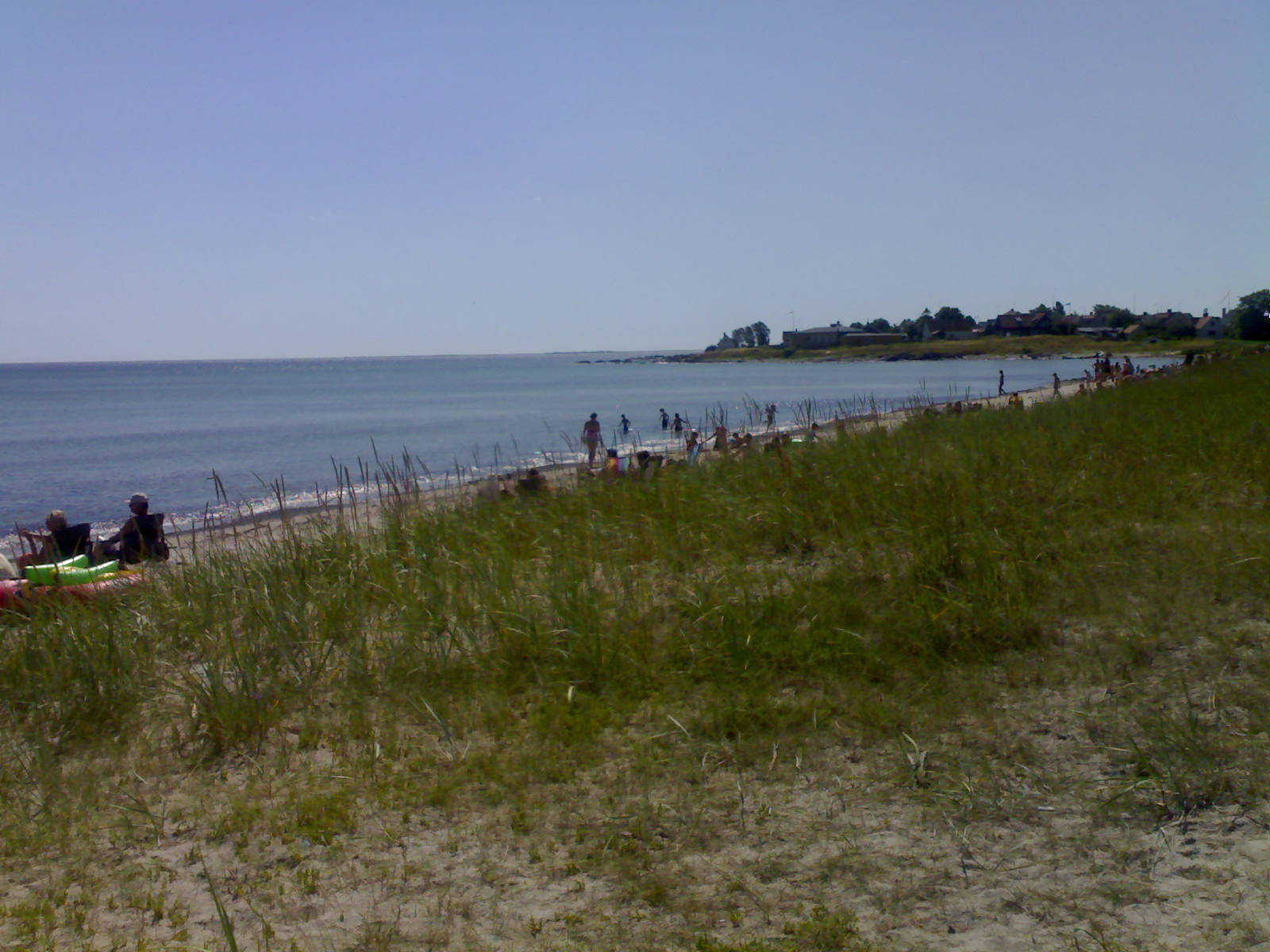
Badstranden i Ljugarn

### Turism
Gotland började bli populär som turistort bland det sena 1800-talets societet genom prinsessan Eugénie som bodde i Västerhejde på västra ön sedan 1860-talet. År 1890 bildade DBW en kommitté för att främja turismen till ön. Deras arbete ledde till att Gotlands Turistförening som första regionala turistförening bildades 1896; ursprungligen som ett dotterbolag till Ångfartygsaktiebolaget Gotland, som bildades 1865. En viktig förutsättning för massturismen var just att ångbåtar nu regelbundet trafikerade ön. Hotell och pensionat började byggas, däribland turistanläggningen Snäckgärdsbaden. Stora sommarvillor uppfördes på 1910-talet i badorten Ljugarn, och 1955 grundades Vitvärs semesterby som den första i sitt slag på ön.